# Casino Menestral Figuerenc
El Casino Menestral Figuerenc és una entitat cultural i recreativa creada el 1856 al municipi de Figueres (Alt Empordà) i l'edifici que l'acull, que forma part de l'Inventari del Patrimoni Arquitectònic de Catalunya.

## Descripció de l'edifici
És un edifici cívic social. Dos cossos formant un conjunt: Edifici longitudinal per Sala de Ball, de dos pisos. L'altre cos, edifici rectangular que dona a tres carrers: façana principal, lateral i posterior, seguint una mateixa ordenació compositiva de dues plantes: baixos amb grans finestrals -casino-; primera planta: balconada amb balustrada i està dedicada a diverses activitats: filatèlia, majorettes, activitats culturals ... Materials emprats: pedra, arrebossat, elements ceràmics, etc.

## Història de l'entitat
Fundada el 24 de gener del 1856; el 1881 era la societat recreativa cultural amb més associats de Figueres (503). Els actuals locals es feren el 1904 sota la presidència d'en Claudi Díaz Marquez. Alguns dels seus presidents foren destacats polítics federals i laics: Joan Matas Hortal, Suñer, Capdevila, Carreras, Bofill, Massanet, Vives, etc.
Fruit de la seva rica trajectòria social i cultural, l'entitat conserva el ritual, estrenat pel Premi Nobel de Literatura Frederic Mistral, de signatura en el Llibre d'Or del Casino Menestral. Dintre d'aquestes dedicatòries destaquen les de Francesc Macià, Lluís Companys, Josep Tarradellas, Jordi Pujol o Pasqual Maragall quan era alcalde de Barcelona i també d'altres com José Luis López Aranguren, Albert Boadella, Víctor Català, Pompeu Fabra, Francesc Layret, Alejandro Lerroux, Francesc Pi i Margall o Josep Maria de Sagarra entre d'altres. 
El 2004 va rebre la Creu de Sant Jordi, en reconeixement de la seva llarga trajectòria en la promoció de l'art, la cultura i la vida social de Figueres.